# YTO Group
El YTO Group Corporation es un fabricante chino de maquinaria agrícola y de construcción que forma parte de Sinomach, un conglomerado integral de maquinaria. Aunque está compuesta por muchas subsidiarias y divisiones que fabrican una gama de productos que incluyen tractores agrícolas, motores, cosechadoras y camiones, la empresa es más conocida por sus equipos agrícolas. La empresa fue fundada en 1955 y es el mayor fabricante de tractores de China. Una subsidiaria de la empresa opera bajo el nombre  'China Primer tractor  '. YTO (Luoyang) Diesel Engine Co., Ltd. es una empresa conjunta para la fabricación de motores.

## Historia
Antes de utilizar la marca YTO, los tractores y motores se comercializaban con la marca  'Dongfanghong'  (DFH; en chino, 东方 红; pinyin, Dōng Fāng Hóng; literalmente, ‘The East is Red’) . En las décadas de 1980 y 1990, Fiat comenzó a ayudar a First Tractor Company con tecnología para motores y tractores. En 2005, AGCO anunció que estaban en conversaciones con First Tractor Company para establecer una empresa conjunta para fabricar tractores entre 40 y 100 caballos de fuerza. Aunque la empresa conjunta nunca se materializó, YTO y AGCO aún cooperaron en la fabricación de tractores basados en un diseño de Valtra (propiedad de AGCO). El La compañía ha estado interesada en tener presencia en los mercados internacionales mediante el establecimiento de fábricas y redes de ventas en el extranjero. En marzo de 2013, la empresa obtuvo un gran pedido de exportación cuando Etiopía compró tractores por valor de 100 millones de dólares.

## Productos

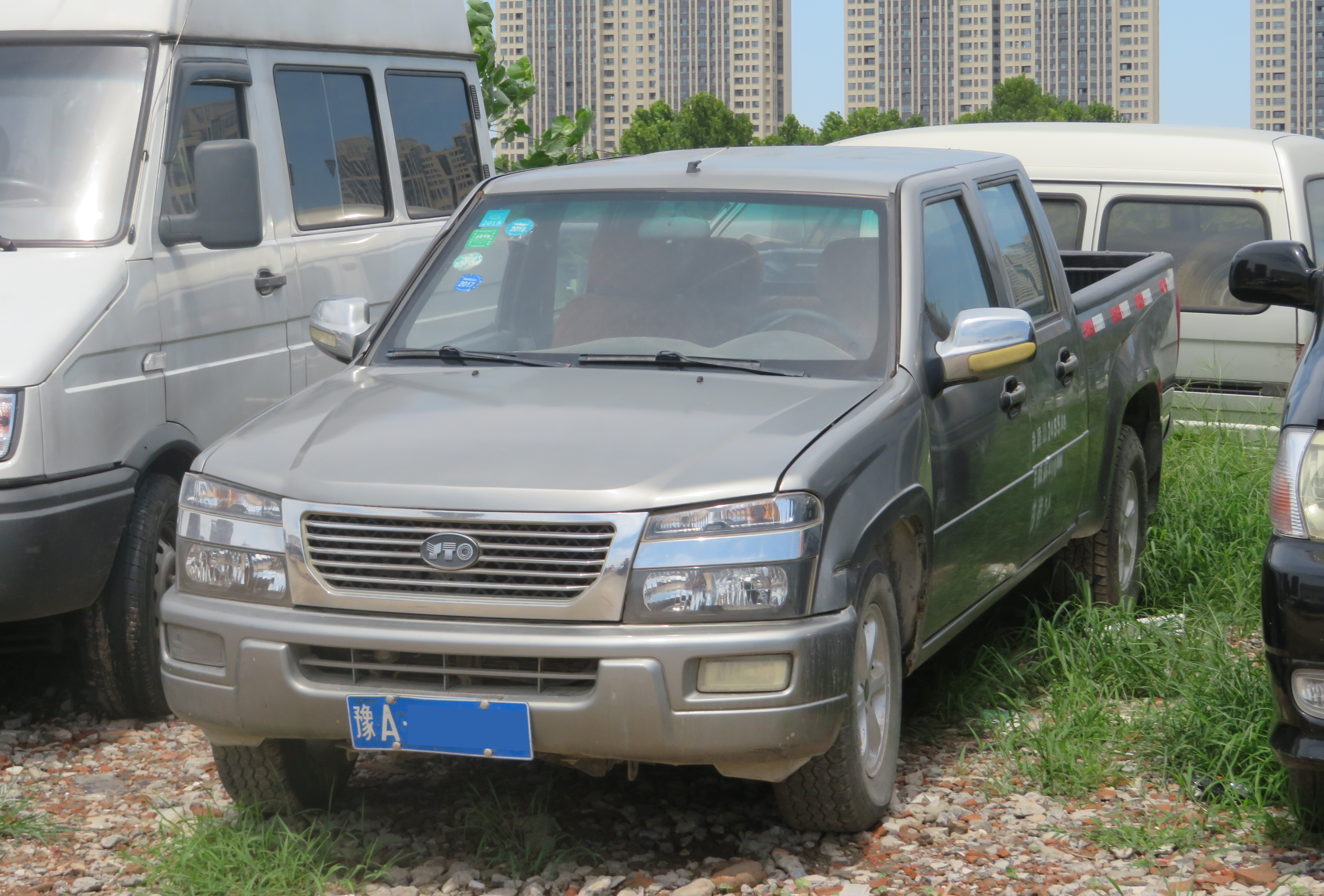

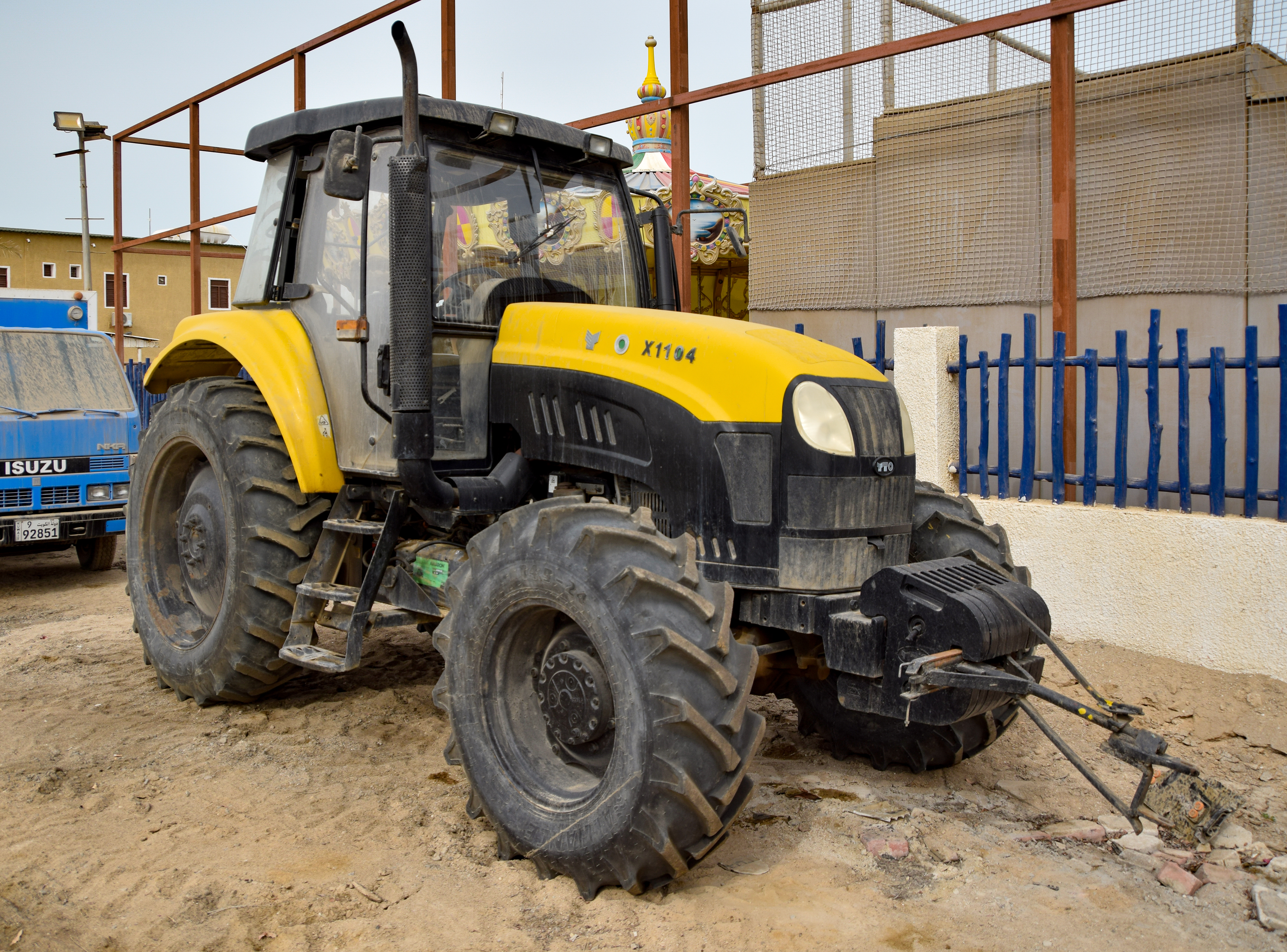
Un tractor YTO X1104 en Kuwait

- Maquinaria de agricultura
  - Tractor de ruedas
  - Tractor de orugas
  - Cosechadora
  - Implementar y adjuntar
- Maquinaria de construcción
  - Rodillo de camino
  - Cargador de ruedas
  - Motoniveladora
  - Excavadora de orugas
  - Excavadora
  - Carretilla elevadora
  - Compactador de basura
  - Pavimentadora de carreteras
  - Reciclador de carreteras
  - Planta mezcladora de concreto
  - Planta mezcladora de asfalto
  - La plataforma de perforación
  - Central eléctrica móvil
- Vehículo
  - Camión volquete minero
  - Camioneta
  - Vehículos de propósito especial
- Motor diesel y piezas OEM
  - Motor diesel
  - Piezas OEM